# Mirzə İbrahimov
Mirzə Əjdər oğlu İbrahimov (ur. 28 października 1911 w Południowym Azerbejdżanie, zm. 17 grudnia 1993 w Baku) – radziecki i azerski polityk i pisarz, przewodniczący Prezydium Rady Najwyższej Azerbejdżańskiej SRR w latach 1954–1958, przewodniczący Rady Najwyższej Azerbejdżańskiej SRR w latach 1958–1959, Bohater Pracy Socjalistycznej (1981).

## Życiorys
Od 1930 w WKP(b), w 1931 ukończył technikum naftowe, w latach 1931–1933 pracownik naukowy Azerbejdżańskiego Instytutu Naukowo-Badawczego, 1933–1935 redaktor gazety „Vətən yolunda”, 1937-1941 kierownik urzędu przy Radzie Komisarzy Ludowych Azerbejdżańskiej SRR, w 1941 ukończył studia w Instytucie Orientalistyki Akademii Nauk ZSRR, 1942–1947 ludowy komisarz oświaty/minister oświaty Azerbejdżańskiej SRR, 1947–1950 zastępca przewodniczącego Rady Ministrów Azerbejdżańskiej SRR, 1948–1954 przewodniczący i prezes zarządu Związku Pisarzy Azerbejdżańskiej SRR, od 16 lutego 1954 do 28 stycznia 1958 członek KC i Biura Politycznego KC Komunistycznej Partii Azerbejdżanu. Od 9 marca 1954 do 23 stycznia 1958 przewodniczący Prezydium Rady Najwyższej Azerbejdżańskiej SRR, następnie do 25 marca 1959 przewodniczący Rady Najwyższej tej republiki. Później na pracy twórczej jako pisarz, 1965–1976 I sekretarz Związku Pisarzy Azerbejdżańskiej SRR. Od 25 lutego 1956 do 17 października 1961 członek Centralnej Komisji Rewizyjnej KPZR (1958–1961 równocześnie członek Komisji Rewizyjnej KPA). W latach 1977–1987 przewodniczący Sowieckiego Komitetu Solidarności Państw Azji i Afryki. Deputowany do Rady Najwyższej ZSRR 1., 2., 3., 4., 5., 7., 8. i 10. kadencji.

## Odznaczenia i nagrody
- Medal Sierp i Młot Bohatera Pracy Socjalistycznej (1981)
- Nagroda Stalinowska (1951)
- Order Lenina (trzykrotnie)
- Order Czerwonego Sztandaru Pracy

I medale.